# Isidor Dannström
Johan Isidor Dannström född 15 december 1812 i Stockholm, död 17 oktober 1897 i Stockholm, var en svensk tonsättare, musikkritiker, operasångare (baryton) och sångpedagog.

## Biografi
Dannström studerade vid Stockholms Musikkonservatorium 1826–1829 och i Paris för  Manuel García d.y.. Han var verksam vid Kungliga Teatern 1841–1844 och sångpedagog 1844–1886. Dannström var dirigent i Harmoniska Sällskapet 1846–1847. Han drev även en musikhandel i Stockholm 1856–1886. Han invaldes som ledamot nr 329 av Kungliga Musikaliska Akademien den 28 februari 1851.
Han var generalagent för den tyska tryckluftsharmoniumtillverkaren Trayser i Stuttgart. Dannström finns representerad i 1986 års psalmbok med ett verk (nr 80). Välkänd är också hans komiska duett Duellanterna för bas och tenor med pianoackompanjemang. År 1849 utgav Dannström en bok i sångteknik kallad Sångmetod och 1896 en självbiografi. Han var gift första gången 1853–1854 med operasångaren Betty Boye.

## Kompositioner

### Operetter
- Skomakaren och hans fru 1847
- Herr och fru Tapperman 1848
- Doktor Tartaglia 1851
- Lordens rock 1861

### Sånger
- Fyra sånger vid Piano, Op. 7 (andra upplagan tryckt hos Abraham Hirsch, Stockholm)
  - 1. God och Ond. (W. v. Braun)
  - 2. Den älskades öga
  - 3. Erotiskt svärmeri
  - 4. Gondolier-Sång (ur Marino Faliero)